# Manuel Díaz Criado
Manuel Díaz Criado (Sevilla, 1898-ibídem, 7 de julio de 1947) fue un militar español del arma de Infantería que, por encargo del general Gonzalo Queipo de Llano, dirigió durante los primeros meses de la guerra civil española los arrestos, torturas y fusilamientos en las zonas de Andalucía y Extremadura controladas por el bando sublevado.

## Biografía

### Carrera militar
Hijo del comandante de Intendencia Manuel Díaz Gavira, mayor de cinco hermanos, hizo la guerra de África en la Legión española, donde ascendió a capitán en 1925.
Militar africanista de tendencia matonesca, era conocido como «Criadillas». Se movió entre grupos de conspiradores derechistas (llamados "cívicos" voluntarios). Desde el inicio de la II República se significó en acciones subversivas para socavarla, que siempre le resultaron impunes. A instancias superiores oscuras, organizó y dirigió el 23 de julio de 1931 la cadena de acontecimientos que condujeron a la aplicación de la llamada ley de fugas en el Parque María Luisa de Sevilla donde fueron asesinados cuatro obreros. Al tiempo el mismo grupo de voluntarios tomó el despacho del gobernador civil José Bastos Ansart en una especie de remedo de golpe de Estado para ridiculizar a la República.
El 15 de agosto del mismo año sufrió un grave accidente automovilístico del que salvó la vida. Buscado por las autoridades, estuvo escondido en casa de una tal Doña Mariquita, que más tarde le cobró el favor a cambio de salvar las vidas de sus recomendados. Su casa familiar en Sevilla estaba en la calle Palmas (Jesús del Gran Poder) 102, donde vivía con su hermano Antonio, teniente de Intendencia. En enero de 1933 fue colocada una bomba, que no estalló en la puerta de su casa.
En mayo de 1936 Díaz Criado estuvo denunciado por preparar un atentado contra el presidente Manuel Azaña un año antes, siendo detenido en Alcalá de Henares. Habría actuado, junto a otros cómplices, a las órdenes del extremista antisemita Mauricio Carlavilla.

### Golpe de Estado
Tras un período silente en varios destinos castrenses, el 18 de julio de 1936 el capitán "diplomado" Manuel Díaz Criado reaparece en la ciudad formando parte del grupo de militares y civiles conspiradores que escoltaban a Gonzalo Queipo de Llano en la Capitanía en los momentos cruciales del golpe, participando Díaz Criado personalmente en la detención de militares no comprometidos, como el general Fernández de Villa-Abrille (así consta en su hoja de servicios). Para implementar su plan maestro de «limpieza política», Queipo lo escogió como el hombre idóneo para controlar el aparato represivo con el nombramiento retórico de Delegado Militar Gubernativo o Delegado de Orden Público para Andalucía y Extremadura . La decisión de no llevar a cabo juicios sumarísimos contra los detenidos obligaba a crear un tratamiento distinto para la represión. La forma que se decidió fue el nombramiento de un delegado militar específico que llevara a cabo la tarea, para la que fue designado el capitán Díaz Criado, dependiente directamente de la División, único organismo al que debía dar cuenta de su gestión. El capitán Díaz Criado emitía un parte diario a sus superiores jerárquicos del ejército (Queipo de Llano, Cuesta Monereo y Francisco Bohórquez) informando de todas y cada una de las incidencias represivas.
Pero permaneció poco tiempo en el cargo. Por un asunto de inteligencia con el cónsul portugués, en el que estaba implicado Nicolás Franco, fue destituido fulminantemente por el general Franco cuatro meses después y enviado al frente de Talavera de la Reina a la V Bandera de la Legión, donde ascendió a comandante. Fue reemplazado en su trabajo represivo en Capitanía por el comandante de la Guardia Civil Santiago Garrigós Bernabeu.

### Represión del capitán Díaz Criado
La "limpieza política" de Díaz Criado se desarrolló, pues, entre el 25 de julio y el 12 de noviembre de 1936. Fue un periodo de terror caracterizado por las ejecuciones extrajudiciales, paseos y sacas de presos de los lugares de reclusión. Los primeros pasos del delegado gubernativo consistieron en trasladarse a la Comisaría Central de Investigación y Vigilancia de la calle Jaúregui, colocar bajo sus órdenes la policía sevillana de la brigada social (cuyo jefe Emilio Sanz Bernuy acababa de ser asesinado) y poner a su servicio la brigadilla de Información de la Guardia Civil que dirigía el alférez José Rebollo Montiel.  Recibía ayuda de inteligencia desde el Negociado de Investigación de la 2.ª División, una de cuyas brigadillas más activas, especializada en detenciones domiciliarias, estaba al mando del brigada Ángel Macua. En lo tocante a ejecuciones, el delegado contaba con la ayuda de la Brigadilla de Ejecuciones de Falange, con su correspondiente parque automovilístico, al mando del camisa vieja Pablo Fernández Gómez. Otro de entre sus esbirros conocidos era el cabo José María Plaza, antiguo guardia de asalto. En un primer momento dispuso, además de la prisión provincial de la Ranilla, de siete prisiones «habilitadas» y de dos barcos-prisión atracados en el río: «Cabo Carvoeiro» (llamado también «Boeiro") y «Mogador», plaza de toros de la Real Maestranza, cuartel del Duque, cabaret «Variedades», Casa del Pueblo de la calle Cuna, cine de la calle Jáuregui, sótanos de la Plaza de España y residencia de los jesuitas de la calle Jesús del Gran Poder.
Tenía su puesto de mando en la Comisaría de Investigación y Vigilancia, muy cerca de su mentor Queipo, cerca de la cárcel de la calle Jesús del Gran Poder de Sevilla, donde se torturaba, y cuyo patio n.º 3 se hizo famoso por convertirse en la antesala de la muerte.
Su forma de trabajar, abreviando trámites, y sus costumbres están descritas por Bahamonde, que lo trató. Era frecuente la tramitación (como toda garantía procesal) de un expediente que se llamaba «extra plano», consistente en un solo folio: por un lado se consignaban los «hechos» y por el otro se dictaba la sentencia. Díaz Criado marcaba una X2 a los que debían morir y estampaba su firma.
Bajo de estatura, «Criadillas» tenía fama de juerguista, alcohólico y mujeriego e iba protegido por guardaespaldas. La sola mención de su nombre suscitaba el pánico entre los detenidos y sus familiares y, entre sus compañeros, «silencios embarazosos y miradas esquivas». Señor de vidas y haciendas obtuvo de Queipo un poder ilimitado; el encarcelamiento, la vida o la muerte de miles de andaluces dependieron de su voluntad.
Según estimaciones de coetáneos que lo conocieron y trataron, Díaz Criado mandó matar a 11.000 personas;
Bahamonde lo responsabilizó de unas 20.000 muertes.
Los historiadores coetáneos franquistas borraron su figura de la Epopeya Nacional. Se conservan pocas fotografías suyas. Las hazañas de Díaz Criado, «brazo ejecutor de Queipo de Llano», han sido llevadas a la literatura. «Podía firmar sentencias de muerte completamente borracho y conmutarlas a cambio de favores sexuales de las mujeres de los condenados» o la fascinación del mal, inspiraron la novela de Olga Merino “Espuelas de papel”.
Oscurecida su estrella, la última parte de su carrera transcurrió en Jaén, primero en el frente y más tarde en labores de traslado y custodia de presos. En marzo de 1940 se le nombró Comandante Militar de Andújar. En 1943 fue ascendido a teniente coronel y se le concedió la cruz de la Orden de San Hermenegildo. Murió en el olvido en Sevilla el 7 de julio de 1947 dejando viuda y un hijo.

## Firma autógrafa de Díaz Criado
En  el documento 7-2 puede verse un ejemplo de expediente de fusilamiento firmado por Manuel Díaz Criado, delegado de orden público de la Comisaría de Investigación y Vigilancia de la provincia de Sevilla.